# За садовим парканом
«За садовим парканом» (англ. Over the Garden Wall) — анімаційний телевізійний мінісеріал, створений Патріком Макгейлом на замовлення Cartoon Network. Головні герої серіалу — два зведених брати, які мандрують через химерний ліс у пошуках шляху додому. Дорогою їм трапляються чудернацькі й дивовижні речі. Основою для серіалу став короткометражний анімаційний фільм «Tome of the Unknown» (укр. Фоліант Невідомого), створений у рамках програми просування короткометражних фільмів студії Cartoon Network Studios. В озвучуванні серіалу взяли участь Елайджа Вуд і Колін Дін, чиїми голосами говорять протагоністи Вірт і Ґреґ відповідно, а також Мелані Лінскі, яка озвучила пташку — блакитника Беатрісу. «По той бік огорожі» був номінований на премію Еммі у двох категоріях, в одній із яких переміг.

## Сюжет
Головні герої — брати Вірт і Ґреґ (Ґреґорі) шукають шлях з загадкового лісу «незвіданих» назад додому, і їм в цьому допомагають старий лісник (озвучений Крістофером Ллойдом) і східна Сіалія, на ім'я Беатріс (озвучена Мелані Лінскі)

## Список персонажів
- Вірт (Елайджа Вуд) — старший зведений брат Ґреґа, головний герой мінісеріалу. Одягнений у червоний гостроверхий капелюх, темно-синій плащ із жовтими ґудзиками, сірі штани, білу сорочку та взуття різного кольору. В 9 епізоді стало відомо, що його одяг є костюмом на Гелловін. Є песимістом, дуже впертим, сором'язливим і лякливим. Закоханий у дівчину Сару, пише вірші та грає на кларнеті.
- Ґреґорі (Коллін Дін) — молодший зведений брат Вірта. Його оптимізм і енергійність є своєрідним протиставленням характеру Вірта. Невеликого зросту та товстенький, він носить зелений комбінезон, коричневу сумку. На голові у Ґреґа чайник, який є його костюмом слона на Гелловін.
- Беатріс (Мелані Лінскі) — пташка, що супроводжує братів у їхній подорожі по лісу. Раніше була звичайною дівчиною, яка одного дня кинула у пташку камінь, через що Беатріс і вся її родина були перетворені на птахів. Беатріс прямує до Аделаїди, яка має чарівні ножиці, що знімуть прокляття з сім'ї.
- Лісник — обдурений Звіром старий. Він постійно рубає едельвудові дерева, щоб підтримати вогонь в лампі з душею його дочки. Він не знає про те, що едельвудові дерева — це люди. Кілька разів допомагає братам.
- Жаба — так само відомий як Кицька, Вірт, Вірт молодший, Джордж Вашингтон, Містер Президент, Бенджамін Франклін, Доктор Огірочок, Ґреґ молодший, Шкіпер, Рональд, Ґері та Джейсон Фандерберкер — жаба Ґреґа, яку він знайшов ще до потрапляння в Незвідане. У серії під назвою «Колискова в країні жаб» (Lullaby in Frogland) співає пісню, що лунає в заставці першої серії мінісеріалу, так само перший і останній персонаж, показаний в ньому.
- Аделаїда — «Добра жінка з пасовища», як називає її Беатріс, обманюючи братів. Насправді це зла відьма, яка запропонувала дівчині-Сіалії угоду: ножиці в обмін на дитину-слугу.
- Фред — кінь, що розмовляє. З'являється в серії «Пісні Темного Ліхтаря» («Songs of the Dark Lanten»). Спочатку Беатріс вважає, що він німий, адже, коли вона говорить з ним, він не відповідає, але, коли з ним знайомляться брати, той починає говорити. У наступній серії залишає трійцю.
- Звір — головний антагоніст серіалу. На вигляд як високий чорний силует людини з довгими гіллястими рогами. В останній серії, лісник випадково висвітлює ліхтарем тіло звіра, воно складається з духів, що кричать. Звір заманює до себе туристів, які заблукали, і перетворює їх на дерева. Деяких заблукалих він використовує як хранителів ліхтаря, за допомогою обману він говорить їм, що укладе душі їхніх вмираючих близьких у ліхтар.

## Серії
| №   | Назва                           | Дата виходу   |
| --- | ------------------------------- | ------------- |
| 1.  | «The Old Grist Mill»            | 3 жовтня 2014 |
| 2.  | «Hard Times at the Huskin' Bee» | 3 жовтня 2014 |
| 3.  | «Schooltown Follies»            | 4 жовтня 2014 |
| 4.  | «Songs of the Dark Lantern»     | 4 жовтня 2014 |
| 5.  | «Mad Love»                      | 5 жовтня 2014 |
| 6.  | «Lullaby in Frogland»           | 5 жовтня 2014 |
| 7.  | «The Ringing of the Bell»       | 6 жовтня 2014 |
| 8.  | «Babes in the Woods»            | 6 жовтня 2014 |
| 9.  | «Into the Unknown»              | 7 жовтня 2014 |
| 10. | «The Unknown»                   | 7 жовтня 2014 |

## Виробництво
«За садовим парканом» створений Патріком Макгейлом, колишнім розкадрувальником «Дивних пригод Флепджека» і креативним директором «Часу пригод». Серіал є адаптацією анімаційної короткометражки Макгейла «Книга невідомості» (2013), яка була створена Cartoon Network Studios як частина ініціативи розвитку анімації короткого метра.
Ця короткометражка була показана на міжнародному кінофестивалі в Санта Барбарі у 2014 році й принесла Макгейлу нагороду Брюса Корвіна за найкращу анімацію в секції короткометражних фільмів. Також вона отримала почесну відзнаку на міжнародному анімаційному кінофестивалі в Оттаві у 2013 році, а трохи раніше її показали на кінофестивалі короткометражок в Лос-Анджелесі у 2013 році.
Проєкт став першим мінісеріалом каналу, який замовив 10-серійний сезон з прем'єрою на осінь 2014 року. «За садовим парканом» містить оригінальний саундтрек, натхненний музикою американа. Елайджа Вуд знову озвучив одну з головних ролей, Вірта, з оригінальної короткометражки. Серіал вийшов з рейтингом TV-PG.
В інтерв'ю в жовтні 2014 року, Макгейл заявив, що дотримувався жанру «комедійної фантастики», він і його команда намагалися зберегти баланс з іншими епізодами, зберегти їх легкими та смішними. У тому ж інтерв'ю Макгейл описує свої джерела натхнення для шоу, що включають дитячу літературу 19 століття, американську музику початку 20-го, а так само відзначив сина, який став якоюсь мірою прототипом Ґреґа.

## Нагороди
| Рік  | Премія                                    | Категорія                                 | Номінація                               | Результат |
| ---- | ----------------------------------------- | ----------------------------------------- | --------------------------------------- | --------- |
| 2014 | Міжнародний кінофестиваль в Санта Барбарі | Кращий анімаційний короткометражний фільм | Патрік Макгейл (за «Книгу невідомості») | Перемога  |

## Аналіз і теми
Вважається, що візуальна естетика мультсеріалу тяжіє до монохромного малярства гризайль, ілюстрацій до роману Дон Кіхота від Поля Гюстава Доре та вінтажних листівок до Гелловіну.
Дослідниця Крістіана Уілсі називає «мультсеріал «оригінальною казкою в яскраво-старомодному стилі». На її думку «За садовим парканом» на відміну від більшості екранізованих казок і телевізійних шоу 2000-х років не руйнує і не критикує казкові норми. Естетично ця історія стає засобом для коментування «посттелевізійної доби» та постмодерних адаптацій казок.
Використовуючи алюзії на відомі мотиви «За садовим парканом» не подає нам прямих цитат, а запускає механізм угадування через асоціації. При цьому навіть нові сюжетні ходи викликають ефект, ніби глядач спостерігає давно відому, але призабуту історію.
Мальовниче золоте кленове листя, гарбузові поля і дикі індички створюють атмосферу Нової Англії. Річкові човни, зруби, маленькі школи з одним класом в будівлі, народні мелодії навіюють образи з «Історії Рутабаги» Карла Сендберга. Похмурий темний ліс підштовхує пригадати твори Марка Твена та літературні легенди Вашингтона Ірвінга, відомого оповіданням «Легенда сонного виярка». Сцена, де Грег підіймається до Хмарного міста і зустрічає там янголів і чарівних тварин – це нагадує сцени з фільму «Чарівник країни Оз» 1939 року випуску. Більша загальна асоціація від мультсеріалу – із казками братів Грімм.
Пташка на ім’я «Беатріс» — це можлива алюзія на Беатріче з «Божественної комедії» Данте Аліг'єрі, яка також виступає подорожньою загробним світом для головного героя.
Візуальне відтворення пса у першій серії нагадує портретні риси демонічних псів з британського фольклору, серед яких особливо відомий Чорний Шак.
Містечко Потсфілд, до якого герої потрапляють у другій серії, співзвучне з англійською назвою божедомки «Potter's field». Цю смислову спорідненість підтверджує те, що мешканці поселення — мерці. В одній зі сцен вони водять хоровод, що схожий на дійства навколо так званого «травневого дерева» (або «травневого стовпа»), що виконуються різними народами Європи на Вальпургієву ніч. А їхній танок дотичний до «Танцю скелетів» з мультфільму Волта Діснея 1929 року (який входить до списку «50 найвизначніших мультфільмів»).
Щоб потрапити на пароплав герої мають заплатити дві монети – саме таку плату мали надати померлі Харону, щоб він переправив їх через річку до Аїду. Алюзію на іншого персонажа античної міфології має відьма Аделаїда. Чаклування за допомогою ниток і ножиць зближує її із мойрою Атропою.